# Classe Maestrale (1981)
Pour les autres classes de navires du même nom, voir Classe Maestrale.
La classe Maestrale est une classe de frégates de la Marina militare italienne. Elle se compose de 8 navires, construits par Fincantieri S.p.A au chantier naval de Riva Trigoso (Gênes), à l'exception du Grecale, qui a été construit par Fincantieri Sp.A au Muggiano (La Spezia), en Italie.

## Histoire du service
Les frégates de la classe Maestrale furent désignées initialement pour la lutte anti-sous-marine, mais leur flexibilité fait en sorte qu'elles sont capables de mener aussi bien des opérations de surface que anti-air. Les navires de cette classe ont été utilisés dans diverses missions internationales, en vertu de l'OTAN et des Nations unies mais également pendant des opérations réglementaires de la marine italienne.
Le premier de ces navires est entré en service en 1982 ; le reste de la flotte sera lancé au cours des trois années suivantes. À partir des années 2010, les navires de classe Maestrale sont remplacés par ceux de la classe Bergamini (FREMM) ; trois navires sur les huit initiaux sont encore en service au début de 2023.

## Liste des navires de la classe
| Numéro de coque | Nom       | Constructeur     | Lancement         | Commissionné      | Désarmé          |
| --------------- | --------- | ---------------- | ----------------- | ----------------- | ---------------- |
| F570            | Maestrale | CNR Riva Trigoso | 2 février 1981    | 7 mars 1982       | 15 décembre 2015 |
| F571            | Grecale   | CNR Muggiano     | 12 septembre 1981 | 5 février 1983    |                  |
| F572            | Libeccio  | CNR Riva Trigoso | 7 septembre 1981  | 5 février 1983    |                  |
| F573            | Scirocco  | CNR Riva Trigoso | 17 avril 1982     | 20 septembre 1983 | 20 février 2020  |
| F574            | Aliseo    | CNR Riva Trigoso | 29 octobre 1982   | 20 septembre 1983 | 8 septembre 2017 |
| F575            | Euro      | CNR Riva Trigoso | 25 mars 1983      | 7 avril 1984      | 2 octobre 2019   |
| F576            | Espero    | CNR Riva Trigoso | 19 novembre 1983  | 4 mai 1985        | 30 juin 2021     |
| F577            | Zeffiro   | CNR Riva Trigoso | 19 mai 1984       | 4 mai 1985        |                  |